# التحالف الفرنسي البولندي (1921)

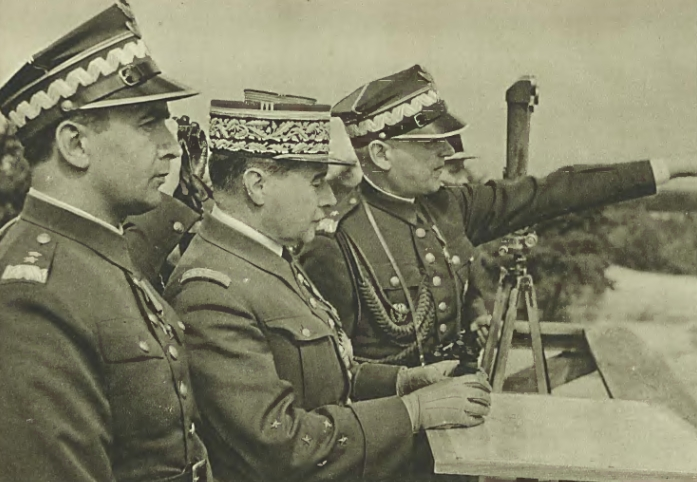

التحالف الفرنسي البولندي هو تحالف عسكري بين بولندا وفرنسا ظهر في أوائل عشرينيات القرن الماضي حتى اندلاع الحرب العالمية الثانية. وُقّعت الاتفاقيات الأولى في شهر فبراير من عام 1921، وسرى مفعولها رسميًا عام 1923. خلال فترة ما بين الحربين العالميتين، كان التحالف مع بولندا إحدى ركائز السياسة الخارجية الفرنسية. نحو نهاية تلك الفترة، كان التحالف الفرنسي البولندي –بالإضافة إلى التحالف الفرنسي البريطاني– القاعدة التي خُلق على أساسها محور الحلفاء في الحرب العالمية الثانية.

## خلفية تاريخية
خلال التنافس بين مملكة فرنسا وآل هابسبورغ، والذي نشأ منذ القرن السادس عشر، حاولت فرنسا العثور على حلفاء لها شرق النمسا، وأملت بالتحالف مع بولندا. كان لملك بولندا يان الثالث سوبياسكي نية في التحالف مع فرنسا لدرء خطر النمسا، لكن الخطر الأكبر المتمثل بالدولة العثمانية المسلمة دفعه إلى خوض معركة فيينا نصرة للمسيحية. في القرن الثامن عشر، قُسمت بولندا بين روسيا وبروسيا والنمسا، لكن نابليون أعاد إنشاء الدولة البولندية فيما عُرف بدوقية وارسو. تزامنًا مع بروز إمبراطورية ألمانية موحدة في القرن التاسع عشر، أصبح لفرنسا وبولندا عدو مشترك جديد.

## فترة ما بين الحربين
خلال الحرب البولندية السوفياتية عام 1920، أرسلت فرنسا، وهي إحدى أبرز وأنشط داعمي بولندا، بعثة عسكرية فرنسية إلى بولندا لمساعدة الجيش البولندي. في أوائل شهر فبراير في باريس، ناقش رئيس الجمهورية البولندية يوزف بيوسودسكي والرئيس الفرنسي ألكسندر ميلران ثلاثة أحلاف: سياسة وعسكرية واقتصادية.
وُقع التحالف السياسي في التاسع عشر من شهر فبراير عام 1921، من طرف وزير الخارجية البولندي الكونت أوستاكي سابيخا ونظيره الفرنسي أريستيد بريان، في خلفية المفاوضات التي أنهت الحرب البولندية السوفياتية إثر توقيع معاهدة ريغا. فرضت الاتفاقية سياسة خارجية مشتركة وشجعت الروابط الاقتصادية الثنائية، والتشاور بخصوص الأحلاف المتعلقة بأوروبا الشرقية والوسطى، وتقديم المساعدة في حال كانت إحدى الدول الموقعة ضحية هجوم «من غير استفزاز» أو «لا مبرر له». وفقًا لذلك، كان ذلك التحالف تحالفًا دفاعيًا. وُقّع الحلف العسكري السري بعد يومين، في الحادي والعشرين من شهر فبراير عام 1921، ليوضّح أن الاتفاقية تستهدف التهديدات المحتملة من طرف ألمانيا والاتحاد السوفياتي. فالهجوم على بولندا سيدفع فرنسا إلى المحافظة على خطوط التواصل بين البلدين وتقييد ألمانيا، لكنه لا يتطلب إرسال قوات عسكرية أو إعلان الحرب. لم يسرِ مفعول التحالفين السياسي والعسكري حتى أُقرّ التحالف الاقتصادي أيضًا، وذلك في الثاني من شهر أغسطس عام 1923.
جرى توسيع نطاق التحالف إثر مذكرة اتفاقية فرنسية بولندية، وقُعت في السادس عشر من شهر أكتوبر عام 1925 في لوكارنو، واعتُبرت جزءًا من معاهدات لوكارنو. نقلت المعاهدة الجديدة جميع الاتفاقيات البولندية الفرنسية الموقعة سابقًا إلى نظام الأحلاف المتبادلة التابع لعصبة الأمم.
رُبط التحالف البولندي الفرنسي بالتحالف الفرنسي التشيكوسلوفاكي. هدفت فرنسا من خلال تحالفها مع بولندا وتشيكوسلوفاكيا إلى منع ألمانيا من استخدام القوة لتبديل تسوية ما بعد الحرب العالمية الأولى، وكي تُجبر القوات الألمانية على مواجهة قوى جيرانها مجتمعة. على الرغم من امتلاك تشيكوسلوفاكيا اقتصادًا وصناعة لا بأس بهما، وامتلاك بولندا جيشًا قويًا، لم يصل التحالف الثلاثي الفرنسي البولندي التشيكوسلوفاكي إلى أقصى قوته. تجنبت السياسة الخارجية لتشيكوسلوفاكيا، تحت قيادة إدوارد بينش، توقيع تحالفٍ رسمي مع بولندا، إذ سيجبر ذلك تشيكوسلوفاكيا على دعمٍ طرف على حساب آخر في النزاع الحدودي بين بولندا وألمانيا. ضَعف تأثير تشيكوسلوفاكيا إثر الشكوك التي وُجهت لتحالفاتها وقابلية الاعتماد على جيشها، بينما تقلص تأثير بولندا إثر النزاعات بين مؤيدي ومعارضي يوزف بيوسودسكي. دبّ الضعف في التحالف نتيجة إحجام فرنسا عن الاستثمار في صناعات حلفائها (تحديدًا في بولندا) وتحسين العلاقات التجارية عبر شراء المنتجات الزراعية ومشاركة خبرتها العسكرية مع الحلفاء.